# Gustav Calame
Gustav Adalbert Calame (* 12. August 1830 in Königsberg; † 28. oder 29. Juni 1905 in Leipzig) war ein deutscher Reichsgerichtsrat.

## Leben
Sein Vater war Kaufmann. Sein Abitur bestand er 1848 am Collegium Fridericianum in Königsberg. Während seines Studiums in seiner Heimatstadt war er Mitglied der kurzlebigen progressistischen Burschenschaft „Palmburgia“ (1850–53). Aus dieser Verbindung kannte er den Dichterjuristen Ernst Wichert und Botho zu Eulenburg. 1851 war das Jahr seiner Vereidigung. 1859 wurde er Kreisrichter in Memel. 1868 wurde er zum Stadtgerichtsrat ernannt. 1875 wurde er zum Appellationsgerichtsrat befördert. 1879 wurde er Oberlandesgerichtsrat. Die Stelle in Celle trat er wegen seiner Hilfsrichtertätigkeit für das Reichsgericht nicht an. 1882 folgte die Ernennung zum Rat in Breslau. 1884 wurde er an das Reichsgericht berufen. Er war im IV. Zivilsenat und II. Strafsenat des Reichsgerichts tätig. 1902 ging er in den Ruhestand.

## Ehrungen
- 15. Januar 1899 Roter Adlerorden II. Klasse mit Eichenlaub[5]